# Synagoge Steinheim (Hanau)
Die Synagoge Steinheim in dem heutigen Hanauer Stadtteil Steinheim wurde im Novemberpogrom 1938 beschädigt und anschließend in ein Wohnhaus umgebaut.

## Geografische Lage
Die Synagoge lag in der Gemarkung Groß-Steinheim der Gemeinde Steinheim, die damals noch im Landkreis Offenbach des Großherzogtums und späteren Volksstaates Hessen lag. Groß-Steinheim war der wichtigere und größere der beiden Ortsteile. Hier stand die Synagoge in der Ingelheim-Straße 12 auf einem Eckgrundstück zur Wilhelm-Thoerle-Straße.

## Geschichte
Sie wurde am 16. März 1900 eingeweiht und war schon das vierte Gebäude, das diesem Zweck diente. In Steinheim hatte es zuvor seit dem frühen 19. Jahrhundert bereits drei Synagogen gegeben:,
- seit 1816 in der Neuthorstraße,
- anschließend in der ehemaligen Registratur des Schlosses Steinheim und
- ab 1860 ein Neubau „hinter dem Altaristenheim“. Dieses Gebäude wurde bis 1900 als Synagoge genutzt.

Die Gemeinde verfügte über einen Friedhof unweit der Synagoge an der Ecke Darmstädter Straße/Dalbergstraße (Alter Jüdischer Friedhof Steinheim). Dieser wurde bis 1892 als Verbandsfriedhof auch von den umliegenden Gemeinden genutzt. Auf dem daraufhin eingerichteten Neuen Jüdischer Friedhof finden noch gelegentlich Bestattungen der heutigen Hanauer Gemeinde statt.
Im Novemberpogrom 1938 wurde die Inneneinrichtung der Synagoge zerstört, die Fenster zerschlagen, kurz darauf der verbliebene Vorstand der jüdischen Gemeinde Anfang 1939 gezwungen, das Gebäude zu verkaufen. Der Kaufpreis wurde auf 8.000 Reichsmark (RM) festgesetzt, was noch unter dem Einheitswert von 9.900 RM lag. Der Käufer baute das Gebäude zu einem Wohnhaus um und entfernte dabei weitgehend alle Merkmale, die auf die Nutzung als Synagoge hindeuteten. Das führte später zu der unzutreffenden Annahme, das Wohnhaus sei ein Neubau.

## Architektur
Das dreigeschossige Gebäude hatte einen L-förmigen Grundriss und wurde als Massivbau, unterkellert und auf einem Sockel errichtet. Es hatte ein Satteldach. Der Synagogenraum war im südlichen Flügel untergebracht, nahm die volle Höhe des Gebäudes ein und besaß eine Empore. Er hatte einen kleinen Anbau, der den Thoraschrein beherbergte. Licht fiel durch Rundbogenfenster in den Raum. Der nördliche Flügel beherbergte zwei Wohnungen und Schulräume. Verbunden waren beide Flügel durch das Treppenhaus.